# Wojciech Marczewski

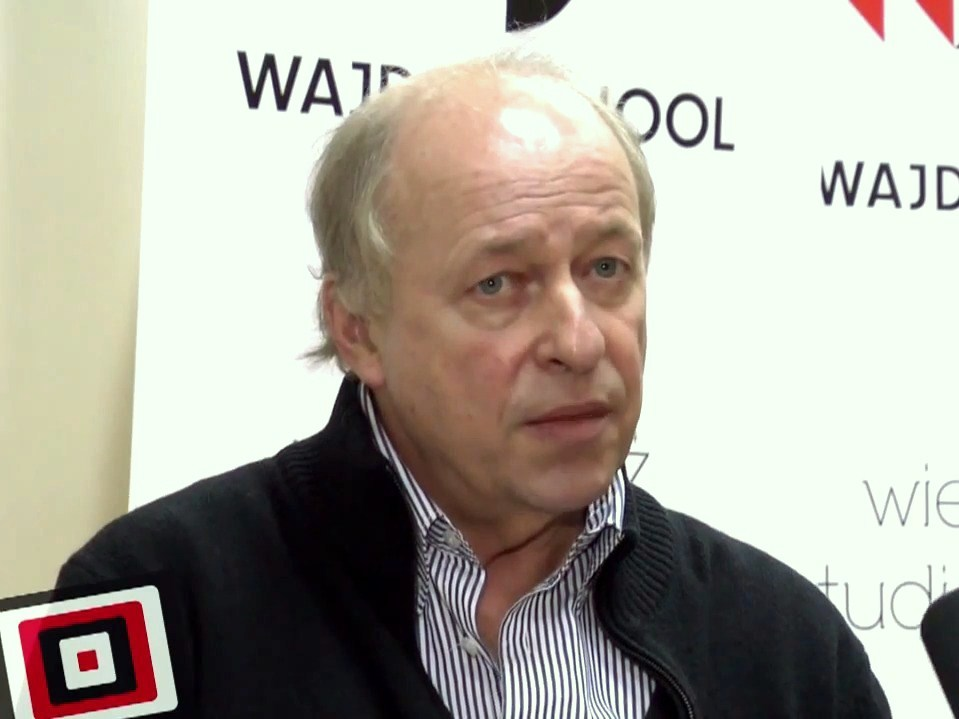
Wojciech Marczewski

Wojciech Szczęsny Marczewski (* 28. Februar 1944 in Łódź) ist ein polnischer Filmregisseur.

## Leben
Marczewski begann 1962 ein Regiestudium an der renommierten Filmhochschule Łódź, das er jedoch 1964 für ein Geschichts- und Philosophiestudium unterbrach. Seine Studienzeit beendete er 1969, das Regiediplom erhielt er allerdings erst 1998. In den 1970er-Jahren arbeitete er in Polen als Regie- und Produktionsassistent und schrieb Drehbücher. Für das polnische Fernsehen realisierte er kleinere Filmproduktionen. Sein erster Kinofilm war „Alpträume“ aus dem Jahr 1979. Für seinen zweiten Spielfilm „Schauder“ erhielt er auf der Berlinale 1982 den Silbernen Bären und weitere Preise. Außerdem gewann er auf dem Polnischen Filmfestival in Gdynia den Silbernen Löwen. Dies sollte bis zum politischen Wechsel in Polen 1989 sein letzter Spielfilm bleiben. Seit 1984 lehrt er an der Filmhochschule in Kopenhagen.
In den 1990er-Jahren war er Leiter der Abteilung Regie der britischen National Film and Television School in Beaconsfield bei London. Erst 1991 brachte er einen neuen Spielfilm heraus. Die Produktion mit dem Titel „Flucht aus dem Kino ‚Freiheit‘“ (poln. „Ucieczka z kina ‚Wolność‘“) erhielt mehrere Preise auf dem Polnischen Filmfestival, u. a. in der Kategorie bester Film. 2000 verfilmte er den Roman „Weiser Dawidek“ von Paweł Huelle. Der Film „Weiser“ nahm am Wettbewerb der Berlinale 2001 teil. 2002 gehörte er zu den Mitbegründern der Warschauer Filmregieschule von Andrzej Wajda. Er ist dort bis heute als Dozent tätig. Außerdem ist er Professor an seiner Alma Mater, der Filmhochschule Łódź.

## Filmografie (Auswahl)
- 1978: Gespenster (Zmory) – auch Drehbuch
- 1981: Schauder (Dreszcze) – auch Drehbuch
- 1990: Flucht aus dem Kino "Freiheit" (Ucieczka z kina Wolność) – auch Drehbuch
- 2000: Weiser

## Auszeichnungen
2011 wurde Marczewski zum Offizier des Orden Polonia Restituta ernannt.